# Леополд I (Белгия)
Вижте пояснителната страница за други личности с името Леополд I.
Леополд I (на френски: Leopold I), с пълно име Леополд Георг Христиан Фридрих (на френски: Leopold Georg Christian Friedrich), e първият крал на белгийците (1831 – 1865).

## Живот
Леополд е роден през 1790 в град Кобург, Бавария. Той е най-малък син на Франц I Фридрих Сакс-Кобург-Заалфелд и Августа Ройс Еберсдорф.
През 1795 е назначен за полковник в руския Измайловски имперски полк, а седем години по-късно е произведен в генерал. След окупирането на херцогство Саксония-Кобург от френските войски през 1806, отива в Париж. Там той отказва предлаганата му от Наполеон Бонапарт служба и заминава за Русия, където служи в кавалерията и се отличава в битката при Кулм. През 1815 достига чин генерал-лейтенант в руската армия.
На 2 май 1816 Леополд се жени за принцеса Шарлота Августа Уелска, единствено законно дете на британския регент и бъдещ крал Джордж и наследница на трона на Обединеното кралство. На 5 ноември 1817 тя ражда мъртво дете и умира на следващия ден. Леополд остава в Англия, където живее и неговата сестра Виктория фон Сакс-Кобург-Заалфелд, майка на бъдещата кралица Виктория. През 1829 Леополд сключва таен брак със спорна валидност с актрисата Каролине Бауер, който приключва през 1831.
През 1830 Леополд получава предложение за трона на Гърция, но отказва. След отделянето на Белгия от Обединено кралство Нидерландия той е поканен от Белгийския национален конгрес и на 26 юни 1831 е утвърден за първи крал на белгийците, като встъпва в длъжност след полагането на клетва на 21 юли. Този ден става национален празник на Белгия.
Малко след като Леополд става крал, на 2 август Нидерландия започва военни действия срещу Белгия. Спорадичните сблъсъци между двете страни продължават до 1839, когато е подписано споразумение и независимостта на Белгия е призната.
На 9 август 1832 Леополд се жени за принцеса Луиза-Мария Орлеанска, дъщеря на френския крал Луи-Филип и сестра на принцеса Клементина.

## Деца
От брака си с Луиза-Мария Орлеанска има четири деца:
- Луи-Филип Леополд Виктор Ернст (1833 – 1834)
- Леополд Луи-Филип Мари Виктор (1835 – 1909), втори крал на белгийците
- Филип Йожен Фердинан Мари Клеман Бодуен Леополд Жорж (1837 – 1905), баща на крал Албер I
- Мария-Шарлота Амелия Аугуста Виктоар Клементина Леополдина (1840 – 1927), съпруга на мексиканския император Максимилиан I

Леополд има и двама незаконни сина от любовницата си Аркадия Кларе:
- Георг фон Епингховен (1849 – 1904)
- Артур фон Епингховен (1852 – 1940).